# Alfa Romeo Giulia
Alfa Romeo Giulia é o nome de três modelos não diretamente relacionados da montadora italiana Alfa Romeo. O primeiro é uma linha de carros executivos compactos esportivos de quatro portas (Tipo 105) produzidos de 1962 a 1978, o segundo é são Spider, Sprint e Sprint Speciale Giuliettas atualizados, principalmente com motores superiores, e o terceiro Giulia é um carro executivo compacto (tipo 952) lançado em 2015.
A Alfa Romeo foi um dos primeiros fabricantes tradicionais a colocar um motor potente num carro leve de 1 tonelada e quatro portas para produção em massa. O Tipo 105 Giulia foi equipado com um motor de quatro cilindros com eixo de comando de válvulas duplo em liga leve semelhante ao da linha Giulietta anterior (750/101), disponível nas versões de 1,3 litros (1.290 cc) e 1,6 litros (1.570 cc). Várias configurações de carburadores e ajustes produziram potências de cerca de 80 a cerca de 110 cv (55 a 75 kW), acopladas na maioria dos casos a uma transmissão manual de 5 velocidades.
Os sedãs Giulia eram conhecidos por seu manuseio dinâmico e aceleração impressionante entre os pequenos sedãs europeus de quatro portas de sua época, especialmente considerando os modestos tamanhos de motor oferecidos. A popular versão Super com motor 1.6 litros com carburador duplo tinha uma velocidade máxima de 170 km/h e acelerava de 0 a 100 km/h em cerca de 12 segundos, melhor do que muitos carros esportivos do final dos anos 1960 e início dos anos 1970. Ao sair de fábrica, todas as variações do Giulia equipavam originalmente pneus Pirelli Cinturato 165HR14 ou 155HR15 (CA67).
O estilo do sedã quadradão de quatro portas era um tanto deficiente. O compartimento do motor, a cabine e o porta-malas eram todos quadrados, um pouco protegidos por detalhes na grade, na linha do teto, no capô e no porta-malas. O uso de um túnel de vento durante o desenvolvimento levou a um formato muito aerodinâmico que produziu um coeficiente de arrasto de Cd=0,34, particularmente baixo para um sedã da época.
O Giulia Spider foi sucedido pelo Alfa Romeo Spider (105/115) em 1966.

## Galeria

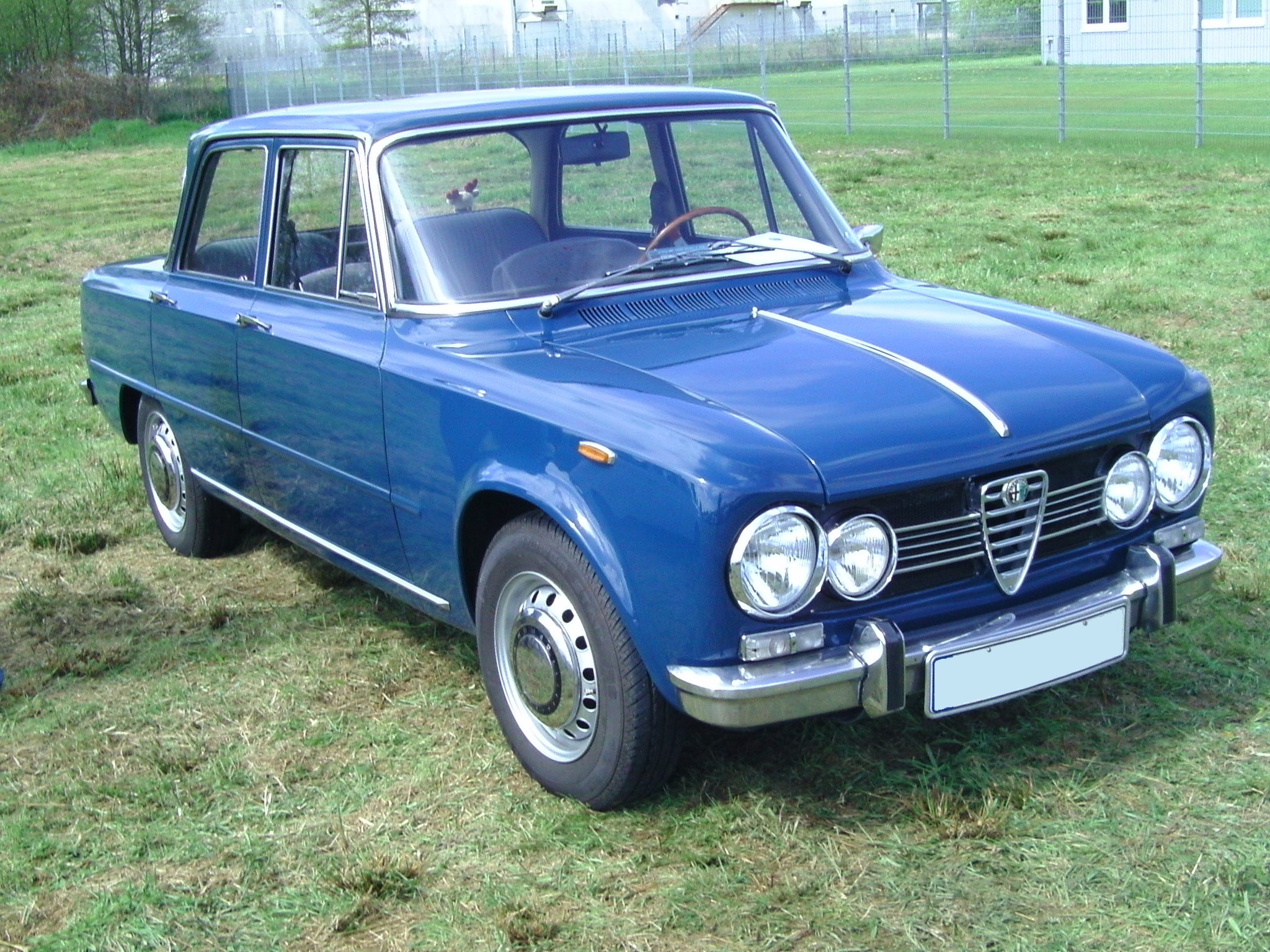
Alfa Romeo Giulia Super (sedan).
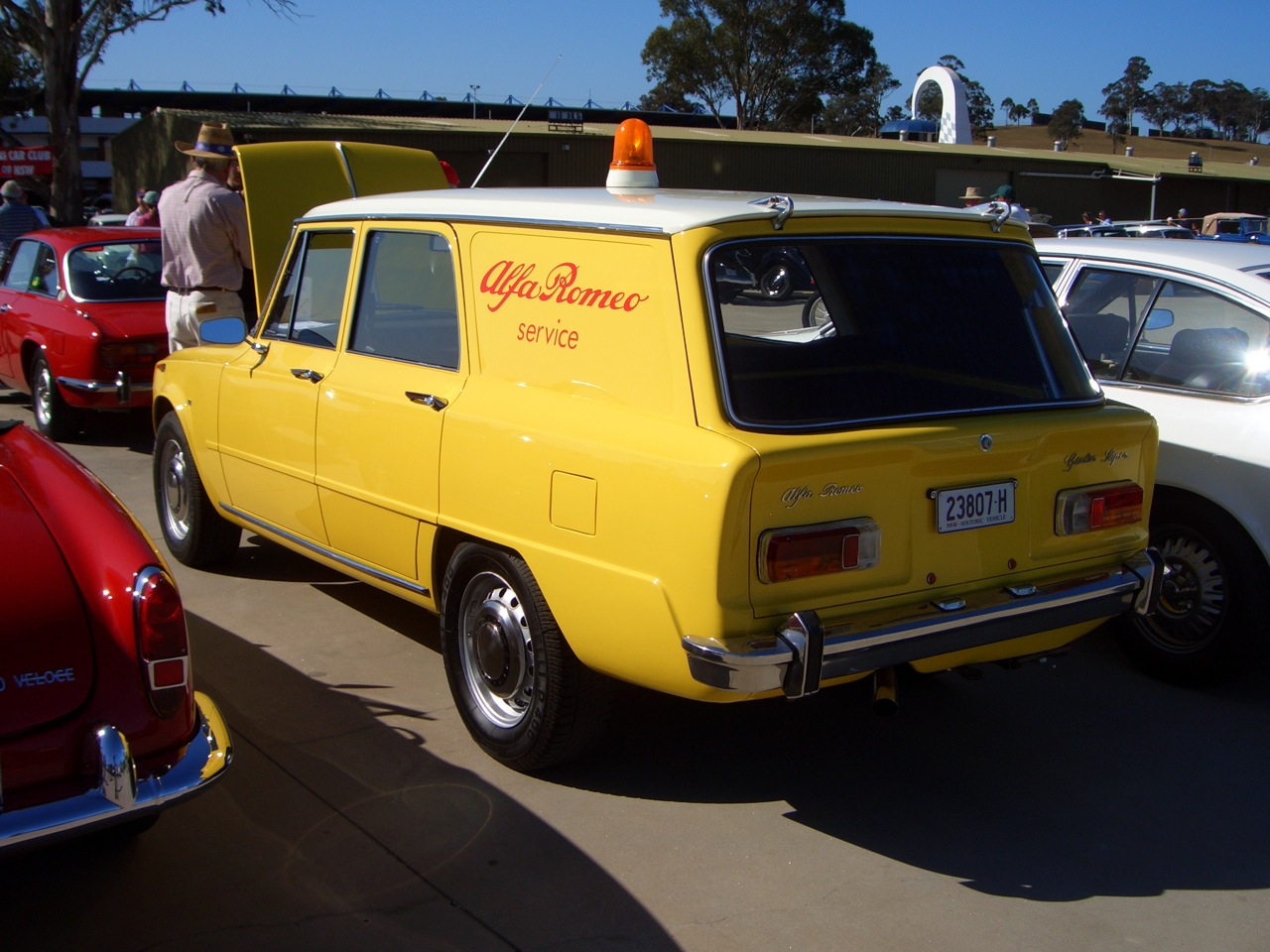
Alfa Romeo Giulia Super Giardiniera com carroceria da Carrozzeria Colli.
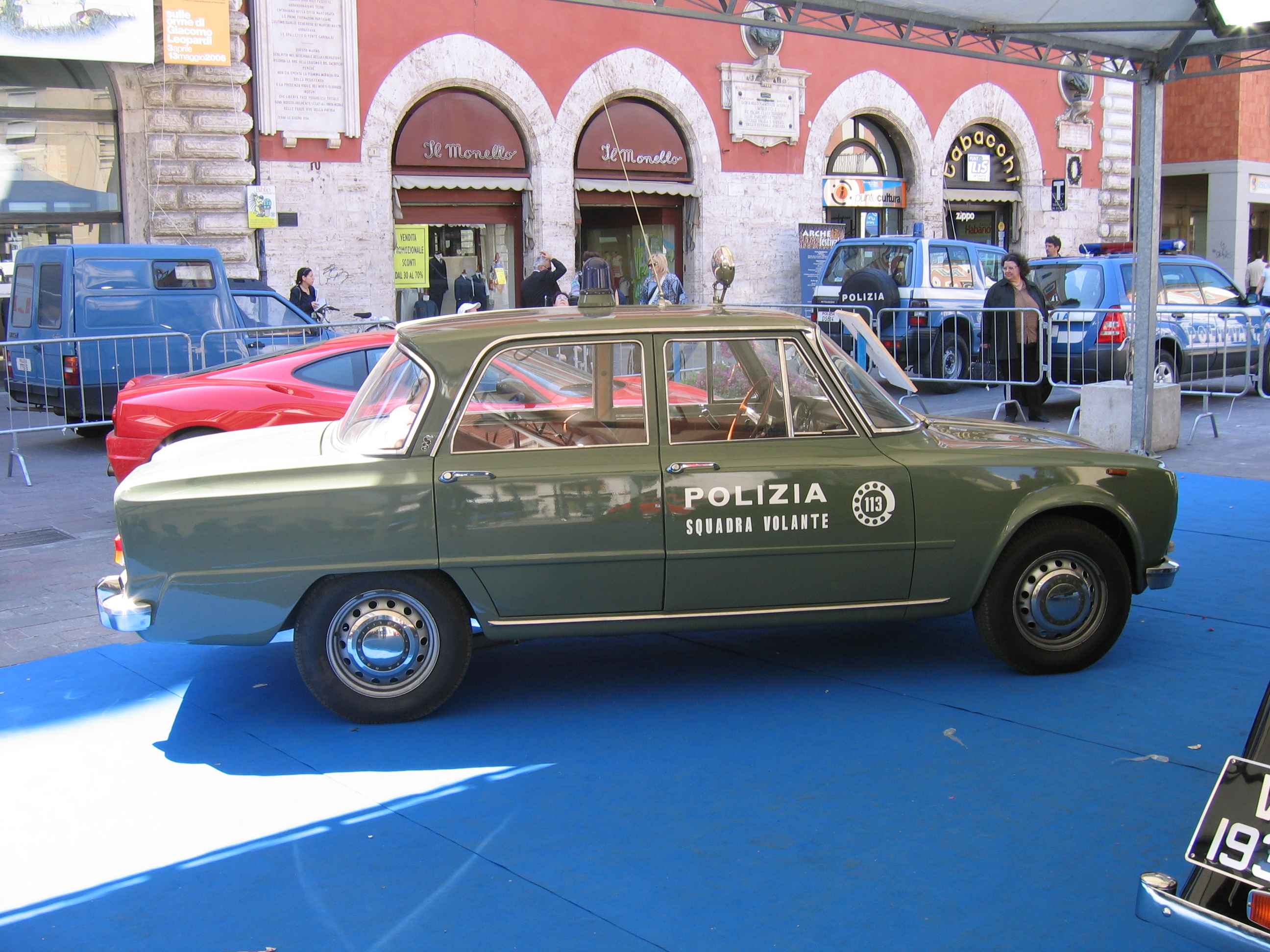
"Panther" Alfa Romeo Giulia da polícia italiana.
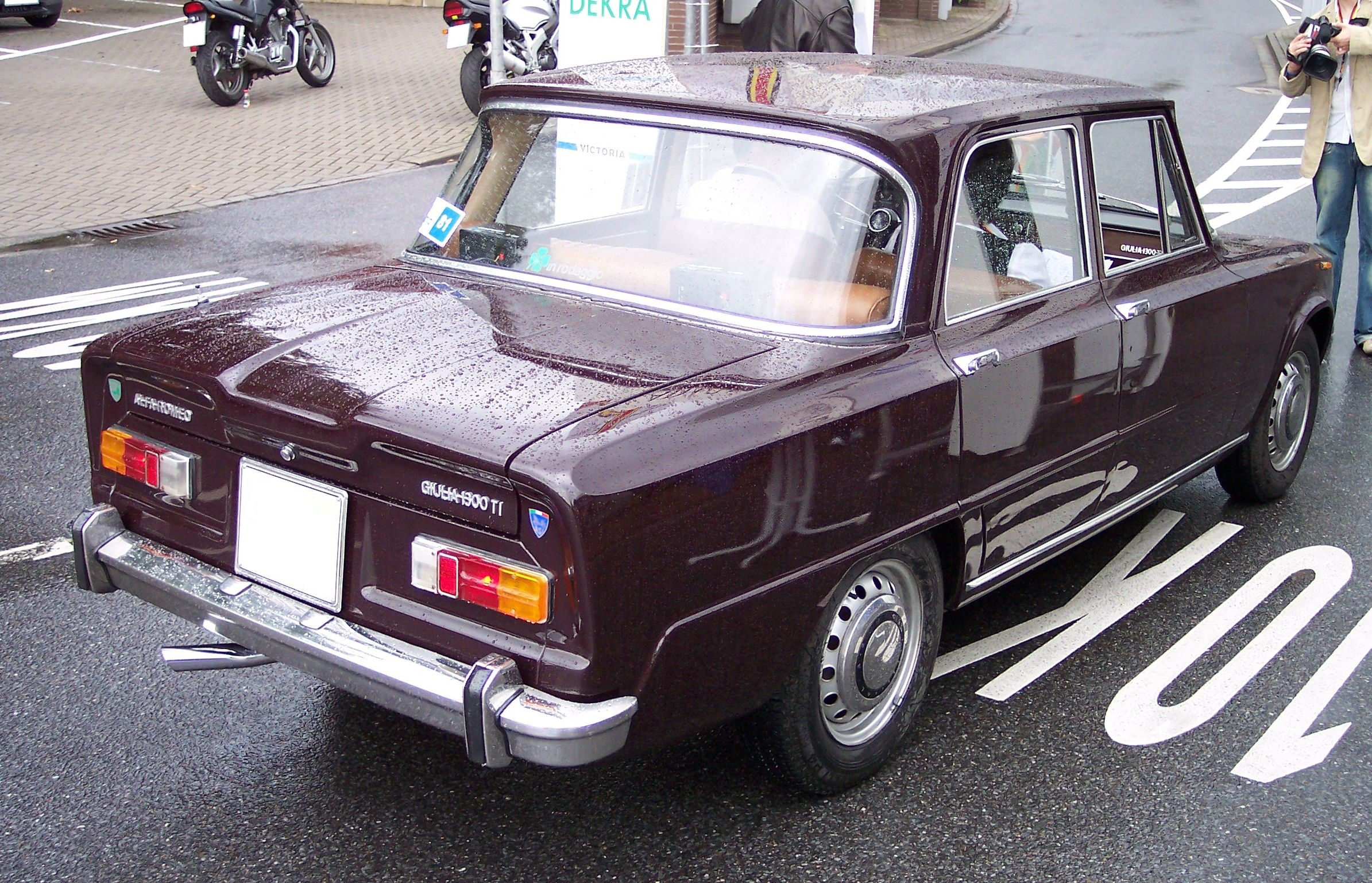
Giulia 1300 TI.
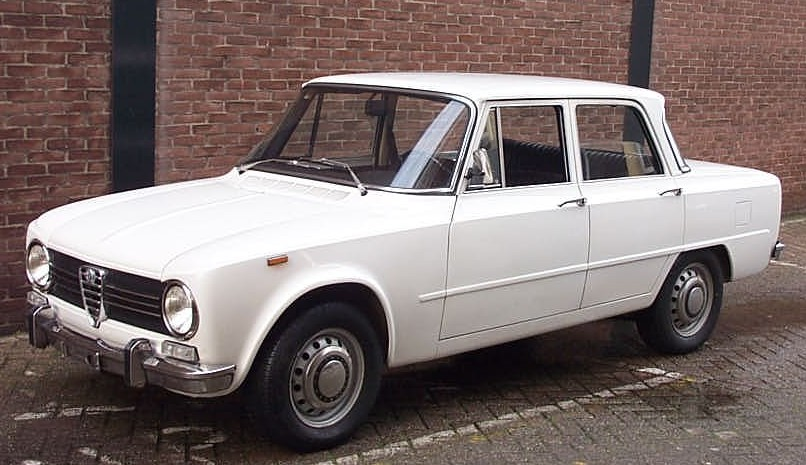
Giulia Super 1300 (1970).
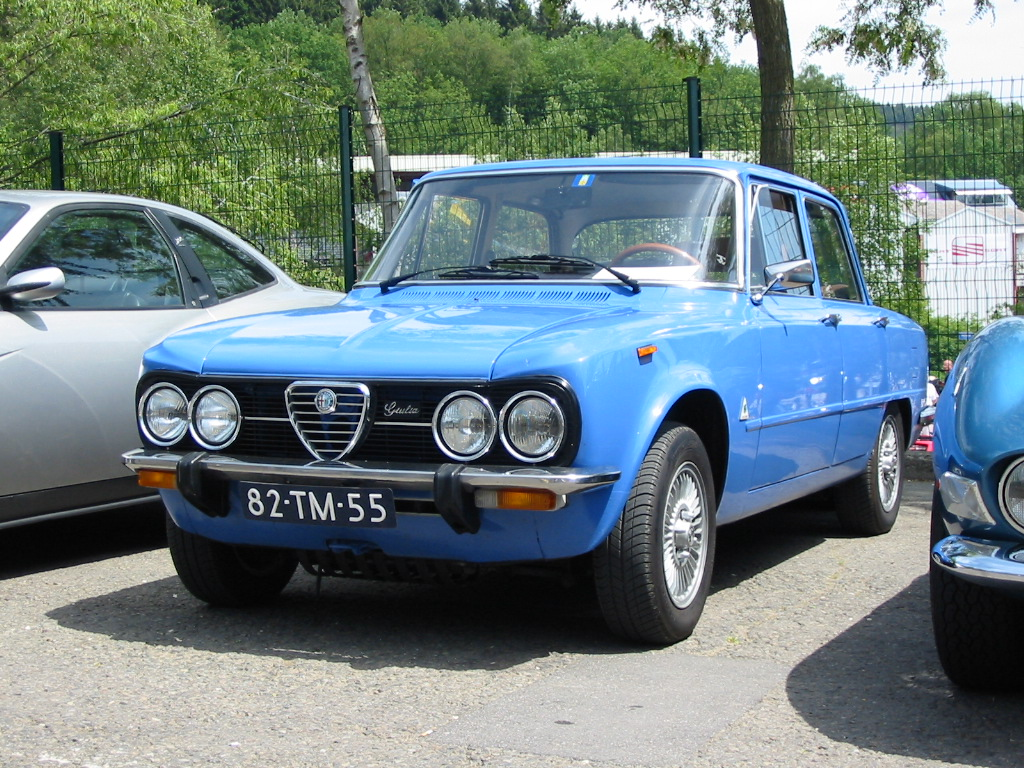
Giulia Nuova Super (1974).
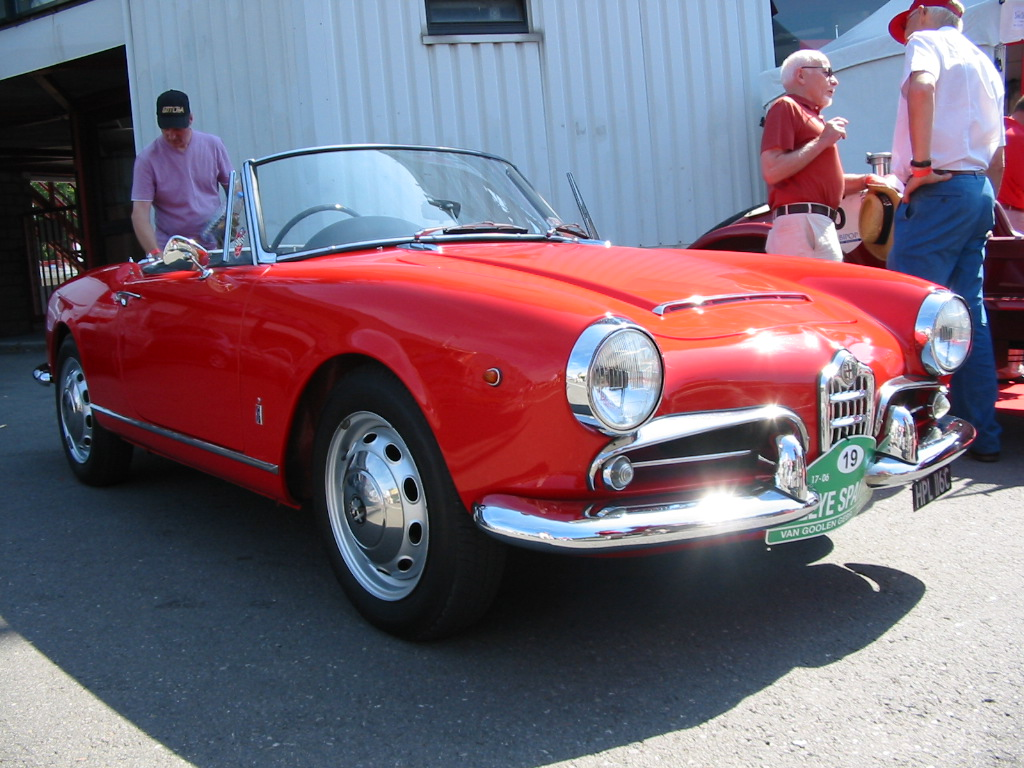
Giulia Spider.
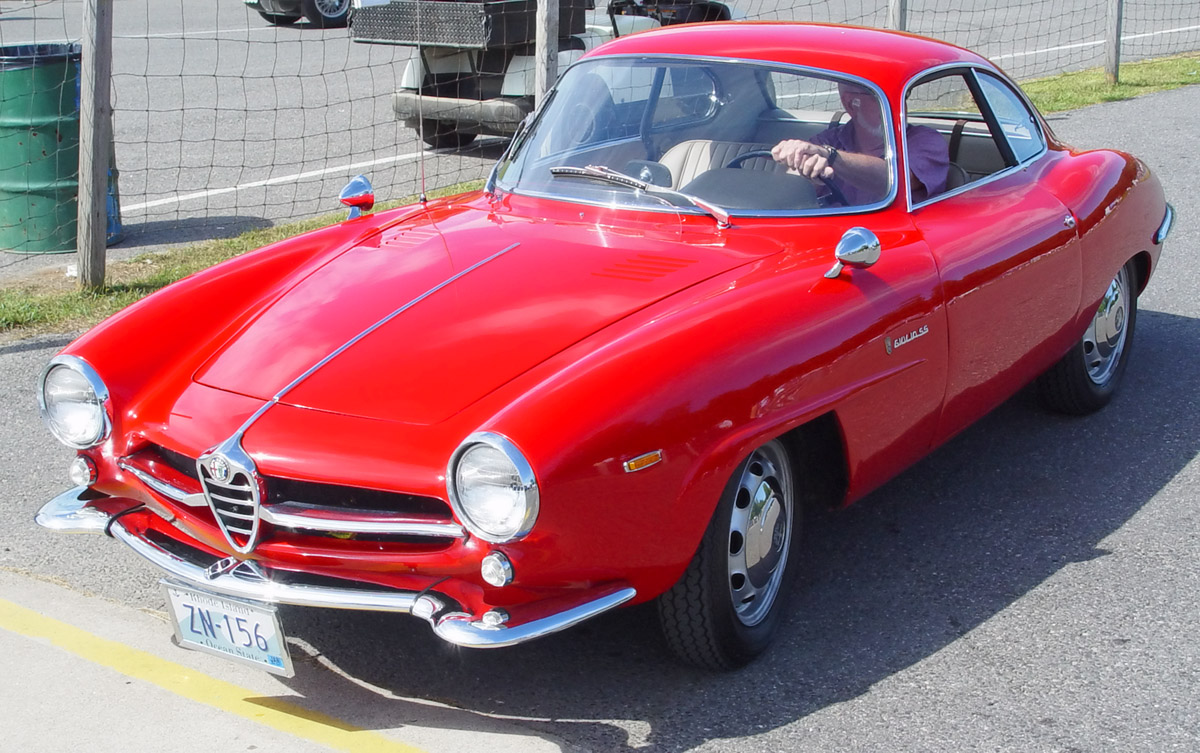
Sprint Speciale